# Besos para todos
Besos para todos és una pel·lícula espanyola de comèdia del 2000 dirigida per Jaime Chávarri ambientada a la ciutat de Cadis en la dècada del 1960.

## Argument
La pel·lícula conta les aventures de tres joves universitaris Ramón, Alfonso i Nicolás que comparteixen un xalet llogat amb el compromís d'aprovar el curs a la facultat de Medicina el 1965. Alfonso i Nicolás descobreixen els plaers de la vida quan comencen a freqüentar el Pay Pay, un famós cabaret gadità, i a dues de les seves ballarines, Vicky i Marian. Ramón, en canvi, busca consell en el pare Esparza, qui li presenta una noia de bona família, Rocío, però se sent atret per Vicky, cosa que l'enfronta als seus companys de xalet. Tots tres s'enfronten a Maruja, l'ama del Pay Pay. Finalment, tos tres suspenen el curs i elles perden la feina, però han après a defensar-se.

## Repartiment
- Emma Suárez...	Vicky
- Eloy Azorín...	Ramón
- Roberto Hoyas...	Alfonso
- Chusa Barbero...	Marian
- Iñaki Font...	Nicolás
- Pilar López de Ayala...	Rocío
- Jacobo Dicenta...	Ramiro
- Mónica Cano ...	Maruja de Montijo
- Ana Malaver	...	Chon
- Beatriz Bergamín ...	Perla
- Luis Tosar...	El Bombilla
- Joaquín Climent...	Gobernador
- Antonio Cifo	...	Salvatierra
- Ana Wagener... Casera
- Josu Ormaetxe ... Pare Esparza

## Premis
XV Premis Goya
| Categoria                                      | Persona                        | Resultat  |
| ---------------------------------------------- | ------------------------------ | --------- |
| Premi Goya a la millor direcció                | Jaime Chávarri                 | Nominat   |
| Premi Goya a la millor actriu secundària       | Chusa Barbero                  | Nominada  |
| Premi Goya a la millor actriu revelació        | Pilar López de Ayala           | Nominada  |
| Premi Goya a la millor direcció artística      | Fernando Sáenz Ulía Loureiro   | Nominats  |
| Premi Goya al millor disseny de vestuari       | Pedro Moreno                   | Nominat   |
| Premi Goya al millor maquillatge i perruqueria | Romana González Josefa Morales | Guanyador |